# Bishop Thornton
Bishop Thornton est un village du Yorkshire du Nord, en Angleterre.